# یوسیپ شیمیچ
یوسیپ شیمیچ (کرواتی: Josip Šimić؛ زادهٔ ۱۶ سپتامبر ۱۹۷۷) بازیکن فوتبال اهل کرواسی بود.
از باشگاه‌هایی که در آن بازی کرده‌است می‌توان به باشگاه فوتبال دینامو زاگرب، باشگاه فوتبال واراژدین (۲۰۱۵–۱۹۳۱)، باشگاه فوتبال کلوب بروژ، باشگاه فوتبال اولسان هیوندای، و باشگاه فوتبال آریس سالونیک اشاره کرد.
وی همچنین در تیم ملی فوتبال کرواسی بازی کرده‌است.